# Rugby-League-Weltmeisterschaft 2000/Qualifikation
Für die Endrunde der Rugby-League-Weltmeisterschaft 2000, die im Oktober und November in Großbritannien, Irland und Frankreich ausgetragen wurde, waren 15 Teilnehmer automatisch startberechtigt. Der 16. Platz wurde durch den Gewinner eines Qualifikationsturniers besetzt.

## Qualifizierte Mannschaften
- Australien *
- Cookinseln *
- England *
- Fidschi *
- Frankreich *
- Irland *
- Libanon (Gewinner des Qualifikationsturniers)
- Neuseeland *
- New Zealand Māori *
- Papua-Neuguinea *
- Russland *
- Samoa *
- Schottland *
- Südafrika *
- Tonga *
- Wales *

* automatisch startberechtigt

## Qualifikationsturnier

### Gruppe A
|    | Land    | Spiele | Siege | Unent. | Ndlg. | Spiel- punkte | Diff. | Tabellen- punkte |
| -- | ------- | ------ | ----- | ------ | ----- | ------------- | ----- | ---------------- |
| 1. | Libanon | 2      | 2     | 0      | 0     | 140:16        | + 124 | 4                |
| 2. | Italien | 2      | 1     | 0      | 1     | 50:36         | + 14  | 2                |
| 3. | Marokko | 2      | 0     | 0      | 2     | 0:138         | - 138 | 0                |

| 11. November 1999 | Italien | 16 : 36 | Libanon | Stade Jean-Laffon, Perpignan |
| 11. November 1999 | Bericht |         |         | Stade Jean-Laffon, Perpignan |

| 14. November 1999 | Italien | 34 : 0 | Marokko | Stade des Minimes, Toulouse |
| 14. November 1999 | Bericht |        |         | Stade des Minimes, Toulouse |

| 17. November 1999 | Libanon | 104 : 0 | Marokko | Parc des Sports, Avignon |
| 17. November 1999 | Bericht |         |         | Parc des Sports, Avignon |

### Gruppe B
|    | Land               | Spiele | Siege | Unent. | Ndlg. | Spiel- punkte | Diff. | Tabellen- punkte |
| -- | ------------------ | ------ | ----- | ------ | ----- | ------------- | ----- | ---------------- |
| 1. | Vereinigte Staaten | 2      | 2     | 0      | 0     | 122:0         | + 122 | 4                |
| 2. | Japan              | 2      | 1     | 0      | 1     | 14:54         | - 40  | 2                |
| 3. | Kanada             | 2      | 0     | 0      | 2     | 0:82          | - 82  | 0                |

| 9. November 1999 | Vereinigte Staaten | 54 : 0 | Japan | Disney’s Wide World Of Sports Complex, Kissimmee |
| 9. November 1999 | Bericht            |        |       | Disney’s Wide World Of Sports Complex, Kissimmee |

| 11. November 1999 | Japan   | 14 : 0 | Kanada | Disney’s Wide World Of Sports Complex, Kissimmee |
| 11. November 1999 | Bericht |        |        | Disney’s Wide World Of Sports Complex, Kissimmee |

| 15. November 1999 | Vereinigte Staaten | 68 : 0 | Kanada | Disney’s Wide World Of Sports Complex, Kissimmee |
| 15. November 1999 | Bericht            |        |        | Disney’s Wide World Of Sports Complex, Kissimmee |

### Finale
| 21. November 1999 | Vereinigte Staaten | 8 : 62 | Libanon | Disney’s Wide World Of Sports Complex, Kissimmee |
| 21. November 1999 | Bericht            |        |         | Disney’s Wide World Of Sports Complex, Kissimmee |